# カラム・スミス
カラム・スミス（Callum Smith、1990年4月23日 - ）は、イギリスのプロボクサー。マージーサイド州リヴァプール出身。現WBO世界ライトヘビー級暫定王者。元WBA世界スーパーミドル級スーパー王者。世界2階級制覇王者。
元プロボクサーでトレーナーのポール・スミス、元スーパーフェザー級世界ランカーのスティーブン・スミス、元WBO世界スーパーウェルター級王者のリアム・スミス を兄に持つ。トレーナーはジョー・ギャラガー。

## 経歴

### アマチュア時代
アマチュア時代に2010年コモンウェルスゲームズに出場し、ウェルター級で銀メダルを獲得。2012年ロンドンオリンピックにも出場を目指したものの、予選で敗退した。その後、プロに転向してマッチルーム・スポーツと契約。

### プロ時代

#### スーパーミドル級
2012年11月17日、ノッティンガムのキャピタル・FM・アリーナ・ノッティンガムでダン・ブラックウェルとデビュー戦を行い、4回判定勝ちを収めた。
2013年9月21日、リヴァプールのM&S・バンク・アリーナでパトリック・メンディとBBBofCイングランドスーパーミドル級王座決定戦を行い、初回KO勝ちを収め王座獲得に成功した。
2013年10月26日、シェフィールドのモーターポイント・アリーナ・シェフィールドでルーベン・エドゥアルド・アコスタとWBCインターナショナルスーパーミドル級王座決定戦を行い、6回KO勝ちを収め王座獲得に成功した。
2014年5月17日、カーディフのモーターポイント・アリーナ・カーディフでトビアス・ウェッブとWBCインターナショナルスーパーミドル級タイトルマッチを行い、2回KO勝ちを収めWBCインターナショナル王座の初防衛に成功した。
2014年7月12日、M&S・バンク・アリーナでブラディン・ビオセとWBCインターナショナルスーパーミドル級タイトルマッチを行い、10回3-0（99-91、99-91、100-90）の判定勝ちを収め2度目の防衛に成功した。
2014年11月22日、M&S・バンク・アリーナでニコラ・スジェクロカとWBCインターナショナルスーパーミドル級タイトルマッチを行い、12回3-0（118-111、118-110、120-108）の判定勝ちを収め3度目の防衛に成功した。
2015年6月26日、リヴァプールのM&S・バンク・アリーナでクリストファー・リブラッセとWBCシルバースーパーミドル級王座決定戦を行い、12回3-0（118-110、118-110、120-107）の判定勝ちを収め王座獲得に成功した。
2015年11月7日、リヴァプールのM&S・バンク・アリーナでロッキー・フィールディングとWBCシルバースーパーミドル級タイトルマッチとBBBofC英国同級王座決定戦を行い、初回2分45秒TKO勝ちを収めWBCシルバー王座の初防衛とBBBofC英国王座の獲得に成功した。
2016年4月2日、リヴァプールのエコー・アリーナ・リヴァプールでEBUスーパーミドル級王者のハディラ・モホマディとEBU同級タイトルマッチを行い、初回TKO勝ちを収め王座獲得に成功した。
2016年9月10日、ロンドンのO2アリーナでノルベルト・ネメサパティとWBCシルバースーパーミドル級タイトルマッチを行い、ネメサパティが7回終了時に棄権したためWBCシルバー王座の初防衛に成功した。
2016年12月10日、マンチェスターのマンチェスター・アリーナでルーク・ブラックレッジとBBBofC英国スーパーミドル級タイトルマッチを行い、10回KO勝ちを収めBBBofC英国王座の初防衛に成功した。
2017年7月8日、モナコのモンテカルロでWBSSスーパーミドル級トーナメントの組み合わせ発表会が開催され、第2シードとなったスミスは初戦の対戦相手にエリック・スコーグランドを指名した。
2017年9月16日、M&S・バンク・アリーナで行われたWBSSスーパーミドル級トーナメント準々決勝でスコーグランドとWBC世界スーパーミドル級ダイヤモンド王座決定戦を行い、12回3-0（116-112、117-110、117-111）の判定勝ちを収め王座獲得に成功するとともにWBSS準決勝に進出した。
2018年2月20日、4日後に行われるWBSSスーパーミドル級トーナメント準決勝で元ライトヘビー級2冠王者でWBC世界同級8位のユルゲン・ブリーマーと対戦する予定であったが、ブリーマーがインフルエンザの感染を理由に急遽出場を辞退したため、同日付で代役としてWBC世界同級35位のニキー・ホルツケンに対戦相手が変更になった。
2018年2月24日、ドイツのニュルンベルクにあるアレーナ・ニュルンベルク・フェアズィッヒェルングでニキー・ホルツケンとWBSSスーパーミドル級トーナメント準決勝およびWBCダイヤモンド世界同級タイトルマッチを行い、12回3-0（117-111、117-111、118-110）の判定勝ちを収めWBCダイヤモンド王座の初防衛に成功するとともにWBSS決勝に進出した。
2018年2月26日、決勝でスミスと対戦する予定だったWBA世界スーパーミドル級スーパー王者のジョージ・グローブスが、準決勝のクリス・ユーバンク・ジュニア戦で肩を脱臼し手術することを発表したため、6月2日にO2アリーナで開催されると発表されていた決勝戦は7月以降に延期されることになった。イギリス人同士の対決であったため、当初は延期後も変わらずイギリスで行われる予定であったが、最終的には2018年9月にサウジアラビアのジッダで開催されることになった。
2018年9月28日、ジッダのキング・アブドゥッラー・スポーツシティでジョージ・グローブスとWBSSスーパーミドル級トーナメント決勝およびWBA世界・WBCダイヤモンド世界同級タイトルマッチを行い、7回2分4秒KO勝ちを収めWBSSを制するとともにWBAスーパー王座とリングマガジン認定王座を獲得、WBCダイヤモンド王座の2度目の防衛に成功した。
2019年6月1日、ニューヨークのマディソン・スクエア・ガーデンで元WBA世界ミドル級王者でWBA世界スーパーミドル級10位のハッサン・ヌダム・ヌジカムとWBA世界・WBCダイヤモンド世界同級タイトルマッチを行い、3回2分56秒TKO勝ちを収めWBAスーパー王座は初防衛、WBCダイヤモンド王座は3度目、リングマガジン認定王座は初防衛に成功した。
2019年11月23日、リヴァプールのM&S・バンク・アリーナでWBA世界スーパーミドル級暫定王者のジョン・ライダーとWBA世界同級団体内王座統一戦およびWBCダイヤモンド世界同級タイトルマッチを行いを行い、12回3-0（117-111、116-112、116-112）の判定勝ちを収めWBAスーパー王座は王座統一による2度目の防衛、WBCダイヤモンド王座は4度目、リングマガジン認定王座は2度目の防衛に成功した が、ライダーが勝っていたとする声が多数挙がる疑惑の判定となった。
2020年12月19日、テキサス州サンアントニオのアラモドームで新型コロナウイルスの影響で集客制限がある中で11,426人の観客を動員して、WBA世界スーパーミドル級正規王者サウル・アルバレスとWBA世界同級団体内王座統一戦並びにWBC世界同級王座決定戦で対戦。試合は終始アルバレス有利の一方的な展開となり、プロ初黒星となる12回0-3（111-117、109-119、109-119）の判定負けを喫しWBAスーパー王座から陥落、WBC王座の獲得にも失敗しスーパーミドル級2冠とはならなかった。

#### ライトヘビー級
2024年1月13日、ケベック州ケベック・シティーのビデオトロン・センターでWBC・IBF・WBO世界ライトヘビー級3団体統一王者のアルツール・ベテルビエフと対戦したが、7回2分TKO負けを喫し2階級制覇に失敗した。本来は2023年8月19日に同会場で対戦する予定だったが、ベテルビエフが顎の骨感染症の手術を受けたため延期されていた。
2025年2月22日、サウジアラビア・リヤドのザ・ヴェニューにてWBO世界ライトヘビー級暫定王者のジョシュア・ブアツィとWBO暫定世界同級タイトルマッチを行い、12回3-0（119-110、115-113、116-112）の判定勝ちを収め暫定ながらも王座獲得と2階級制覇に成功、無敗記録を保っていたブアツィに初黒星を与えた。
2025年7月21日、WBOはWBO世界ライトヘビー級暫定王者のスミスと同級3位のデビッド・モレルとの間で行われるWBO暫定世界同級タイトルマッチを指令した。交渉期間は同年8月20日までの30日間で、同意に達しない場合は入札が行われる。

## 戦績
- プロボクシング：33戦 31勝 (22KO) 2敗

| 戦           | 日付           | 勝敗 | 時間    | 内容    | 対戦相手                         | 国籍           | 備考                                                                                     |
| ------------ | -------------- | ---- | ------- | ------- | -------------------------------- | -------------- | ---------------------------------------------------------------------------------------- |
| 1            | 2012年11月17日 | ☆    | 4R      | 判定    | ダン・ブラックウェル             | イギリス       | プロデビュー戦                                                                           |
| 2            | 2012年12月8日  | ☆    | 4R      | 判定    | ジェームズ・タッカー             | イギリス       |                                                                                          |
| 3            | 2013年2月9日   | ☆    | 1R 2:31 | TKO     | トミー・トラン                   | アイルランド   |                                                                                          |
| 4            | 2013年3月30日  | ☆    | 1R 終了 | TKO     | イアイン・ジャクソン             | イギリス       |                                                                                          |
| 5            | 2013年4月20日  | ☆    | 1R 3:00 | KO      | ルスランズ・ポジョニセブス       | ラトビア       |                                                                                          |
| 6            | 2013年5月25日  | ☆    | 1R 1:25 | TKO     | ライアン・ムーア                 | イギリス       |                                                                                          |
| 7            | 2013年9月7日   | ☆    | 1R 2:30 | TKO     | キリル・プソンコ                 | リトアニア     |                                                                                          |
| 8            | 2013年9月21日  | ☆    | 1R 2:53 | TKO     | パトリック・メンディー           | イギリス       | BBBofCイングランドスーパーミドル級王座決定戦                                             |
| 9            | 2013年10月26日 | ☆    | 6R 1:20 | KO      | ルーベン・エドゥアルド・アコスタ | アルゼンチン   | WBCインターナショナルスーパーミドル級王座決定戦                                          |
| 10           | 2014年4月19日  | ☆    | 3R 終了 | TKO     | フランコイス・バスティエント     | フランス       |                                                                                          |
| 11           | 2014年5月17日  | ☆    | 2R 2:50 | KO      | トビアス・ウェブ                 | イギリス       | WBCインターナショナル防衛1                                                               |
| 12           | 2014年7月12日  | ☆    | 10R     | 判定3-0 | ブラディーン・ビオッセ           | アメリカ合衆国 | WBCインターナショナル防衛2                                                               |
| 13           | 2014年8月16日  | ☆    | 1R 2:59 | KO      | アブラハム・エルナンデス         | メキシコ       |                                                                                          |
| 14           | 2014年10月4日  | ☆    | 3R      | TKO     | ラファエル・ピントス             | ウルグアイ     |                                                                                          |
| 15           | 2014年11月22日 | ☆    | 12R     | 判定3-0 | ニコラ・セクローカ               | セルビア       | WBCインターナショナル防衛3                                                               |
| 16           | 2015年5月9日   | ☆    | 1R      | TKO     | オレグ・フェドーテ               | ラトビア       |                                                                                          |
| 17           | 2015年6月26日  | ☆    | 12R     | 判定3-0 | クリストファー・レブラス         | フランス       | WBCシルバー・スーパーミドル級王座決定戦                                                  |
| 18           | 2015年11月7日  | ☆    | 1R 2:45 | TKO     | ロッキー・フィールディング       | イギリス       | BBBofC英国スーパーミドル級王座決定戦 WBCシルバー防衛1                                    |
| 19           | 2016年4月2日   | ☆    | 1R      | TKO     | ハティラ・モハマディ             | イギリス       | EBUスーパーミドル級タイトルマッチ                                                        |
| 20           | 2016年5月29日  | ☆    | 6R      | TKO     | セサール・エルナン・レイノソ     | アメリカ合衆国 |                                                                                          |
| 21           | 2016年9月10日  | ☆    | 6R      | TKO     | ノーバート・ネメサパティ         | ハンガリー     | WBCシルバー防衛2                                                                         |
| 22           | 2016年12月10日 | ☆    | 10R     | TKO     | ルーク・ブラックリーグ           | イギリス       | BBBofC英国防衛1                                                                          |
| 23           | 2017年9月16日  | ☆    | 12R     | 判定3-0 | エリック・スコグランド           | スウェーデン   | WBC世界スーパーミドル級ダイヤモンド王座決定戦                                            |
| 24           | 2018年2月24日  | ☆    | 12R     | 判定3-0 | ニキー・ホルツケン               | オランダ       | WBCダイヤモンド防衛1                                                                     |
| 25           | 2018年9月28日  | ☆    | 7R      | TKO     | ジョージ・グローブス             | イギリス       | WBAスーパー・世界スーパーミドル級タイトルマッチ WBA獲得・WBCダイヤモンド防衛2 / WBSS決勝 |
| 26           | 2019年6月1日   | ☆    | 12R     | 判定3-0 | アッサン・エンダム               | フランス       | WBA防衛1・WBCダイヤモンド防衛3                                                           |
| 27           | 2019年11月23日 | ☆    | 12R     | 判定3-0 | ジョン・ライダー                 | イギリス       | WBA世界スーパーミドル級王座統一戦 WBA防衛2・WBCダイヤモンド防衛4                         |
| 28           | 2020年12月19日 | ★    | 12R     | 判定3-0 | サウル・アルバレス               | メキシコ       | WBA世界スーパーミドル級王座統一戦 WBC世界スーパーミドル級王座決定戦 WBA陥落              |
| 29           | 2021年9月25日  | ☆    | 2R      | TKO     | ヒルベルト・カスティーヨ・リベラ | ドミニカ共和国 |                                                                                          |
| 30           | 2022年8月20日  | ☆    | 4R      | KО      | マティオ・ボーデルリック         | フランス       | WBC世界ライトヘビー級挑戦者決定戦                                                        |
| 31           | 2024年1月13日  | ★    | 7R 2:00 | TKO     | アルツール・ベテルビエフ         | カナダ         | WBC・IBF・WBO世界ライトヘビー級タイトルマッチ                                            |
| 32           | 2024年11月30日 | ☆    | 5R      | TKO     | カルロス・ガルバン               | コロンビア     |                                                                                          |
| 33           | 2025年2月22日  | ☆    | 12R     | 判定3-0 | ジョシュア・ブアツィ             | イギリス       | WBO暫定・世界ライトヘビー級タイトルマッチ                                                |
| 34           | 2025年11月22日 |      |         |         | デビッド・モレル                 | キューバ       | WBO暫定・世界ライトヘビー級タイトルマッチ 試合前                                         |
| テンプレート |                |      |         |         |                                  |                |                                                                                          |

## 獲得タイトル
- BBBofCイングランドスーパーミドル級王座
- BBBofC英国スーパーミドル級王座
- EBUスーパーミドル級王座
- WBCインターナショナルスーパーミドル級王座（防衛3）
- WBC世界スーパーミドル級シルバー王座（防衛2）
- WBC世界スーパーミドル級ダイヤモンド王座（防衛4）
- WBA世界スーパーミドル級スーパー王座（防衛2）
- リングマガジン世界スーパーミドル級王座
- WBО世界ライトヘビー級暫定王座